# Neverice
Neverice (deutsch Nüweritz, ungarisch Néver) ist eine Gemeinde im Westen der Slowakei mit 677 Einwohnern (Stand 31. Dezember 2024), die zum Kreis Okres Zlaté Moravce, einem Teil des Nitriansky kraj, gehört.

## Geographie

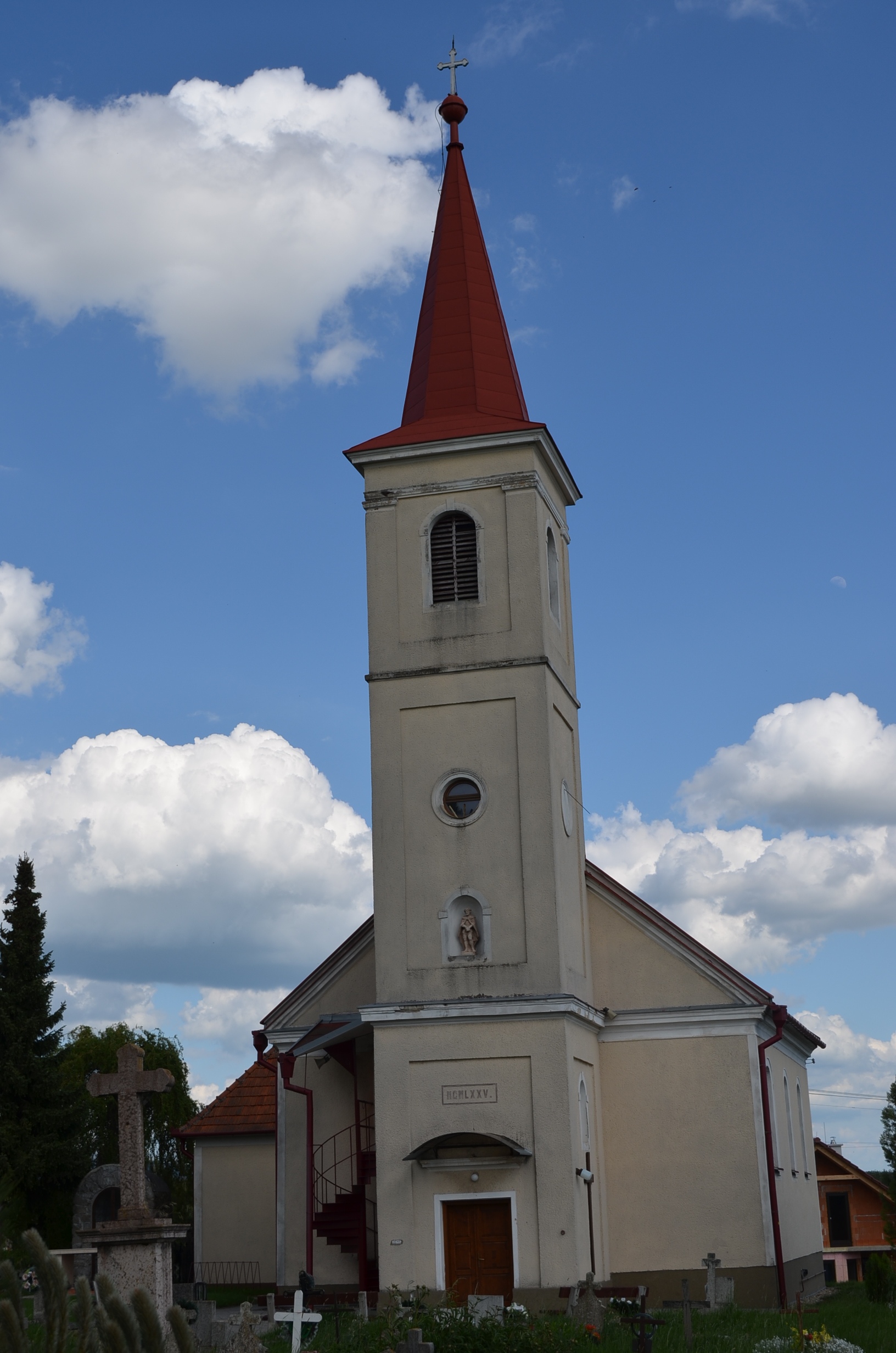
Kirche im Ort

Die Gemeinde befindet sich im Nordteil des Hügellands Žitavská pahorkatina im breiten Tal der Drevenica im Einzugsgebiet der Žitava. Das Ortszentrum liegt auf einer Höhe von 180 m n.m. und ist 10 Kilometer von Zlaté Moravce sowie 20 Kilometer von Nitra entfernt.
Nachbargemeinden sind Ladice im Norden, Sľažany im Osten, Beladice im Süden und Jelenec im Westen.

## Geschichte
Neverice wurde zum ersten Mal 1156 als Neuerci schriftlich erwähnt. 1275 war das damals Niuer benannte Dorf Teil des Guts des Graner Erzbistums, 1424 der erzbischöflichen Prädialisten. 1828 zählte man 65 Häuser und 420 Einwohner.
Bis 1918 gehörte der im Komitat Bars liegende Ort zum Königreich Ungarn und kam danach zur Tschechoslowakei beziehungsweise heute Slowakei. 

## Bevölkerung
| Jahr                | 1994 | 2004    | 2014    | 2024    |
| ------------------- | ---- | ------- | ------- | ------- |
| Anzahl der Personen | 661  | 675     | 680     | 677     |
| Unterschied         |      | +2,11 % | +0,74 % | −0,44 % |

| Jahr                | 2023 | 2024    |
| ------------------- | ---- | ------- |
| Anzahl der Personen | 679  | 677     |
| Unterschied         |      | −0,29 % |

Gemäß der Volkszählung 2011 wohnten in Neverice 670 Einwohner, davon 607 Slowaken, acht Magyaren, drei Tschechen, zwei Russen sowie ein Deutscher und ein Einwohner anderer ethnischer Herkunft. 48 Einwohner machten keine Angabe zur Ethnie. 
534 Einwohner bekannten sich zur römisch-katholischen Kirche, 25 Einwohner zur Evangelischen Kirche A. B. sowie jeweils ein Einwohner zu den Zeugen Jehovas, zur griechisch-katholischen Kirche und zur orthodoxen Kirche; ein Einwohner gab eine andere Konfession an. 47 Einwohner waren konfessionslos und bei 60 Einwohnern wurde die Konfession nicht ermittelt.

## Bauwerke
- römisch-katholische Stephanskirche aus dem 12. Jahrhundert. Die ursprünglich im romanischen Stil gestaltete Kirche wurde im 15. Jahrhundert umgebaut und 1760 im gemischten barock-klassizistischen Stil gestaltet
- Renaissance-Schloss aus dem 17. Jahrhundert